# Abul Alá Amade Alamiri
Abul Alá Amade ibne Alalá Alamiri (em árabe: أبو العلاء أحمد بن العلاء العامري‎‎; romaniz.: Abu al-'Ala' Ahmad ibn al-'Ala' al-'Amiri; m. ca. 844) foi um governador do Iêmem do século IX para o Califado Abássida.

## Vida
Abul recebeu sua nomeação como governador residente do Iêmem do oficial turco Itaque logo após a ascensão do califa Aluatique (r. 842–847). Após sua chegada no Iêmem, o rebelde iufírida Iufir ibne Abderramão enviou um exército para ocupar a principal cidade do país, Saná, mas as forças locais e o governador em fim de mandato Almançor ibne Abderramão Atanuqui encontraram-se com os rebeldes em batalha e derrotaram-os, matando 1 000 no campo e capitando os prisioneiros capturados. Abul Alá foi consequentemente capaz de entrar em Saná e permaneceu governador da província até sua morte ca. 844. Seu irmão então assumiu suas funções como governador por um período interino antes de Hartama Xar Bamiã chegar e tomar o posto.